# Mostra de Venise 2018
La Mostra de Venise 2018 — ou la 75e édition de la Mostra de Venise ou encore la 75e édition du Festival international du film de Venise (en italien : 75ª edizione della Mostra internazionale d'arte cinematografica) — est un festival de cinéma international qui s'est tenu à Venise en Italie du 29 août au 8 septembre 2018.

## Déroulements et faits marquants
Le 13 février 2018, il est annoncé que ce sera Guillermo del Toro, lauréat du Lion d'or l'an passé pour La Forme de l'eau, qui présidera le jury. Il a déjà été membre du jury au Festival de Cannes en 2015 sous la présidence de Joel et Ethan Coen.
Le 19 avril 2018, il est annoncé que David Cronenberg recevra un Lion d'or pour l'ensemble de sa carrière.
C'est l'acteur italien Michele Riondino qui animera les cérémonies d'ouverture et de clôture du 75e Festival de Venise.
First Man : Le Premier Homme sur la Lune, réalisé par Damien Chazelle, est le film d'ouverture de cette 75e édition. Il sera projeté en compétition avec comme interprète principaux, Ryan Gosling et Claire Foy. Chazelle et Gosling avaient déjà ouvert le festival de Venise, en 2016, avec le film  La La Land.
Le 23 juillet 2018 est annoncé que la première réalisation de Bradley Cooper, A Star Is Born avec Lady Gaga sera projeté hors compétition.
Le 24 juillet 2018, il est annoncé que l'actrice Vanessa Redgrave recevra elle aussi un Lion d'or pour l'ensemble de sa carrière.
Lorsque la sélection fut dévoilée, celle ci inclus plusieurs films Netflix, la plateforme ayant boycotté le Festival de Cannes plus tôt dans l'année, du fait que celui-ci, après la controverse de l'an passé, voulait imposer une sortie en salle aux films de la sélection cannoise,.
Parmi les membres du jury présidé par Guillermo Del Toro se trouvent les comédiens Trine Dyrholm et Christoph Waltz. Tous deux avaient déjà fait partie d'un même jury, lors du 64e Festival de Berlin, quatre ans plus tôt.
Le palmarès est dévoilé lors de la cérémonie de clôture du 8 septembre 2018.

## Jurys

### Jury international

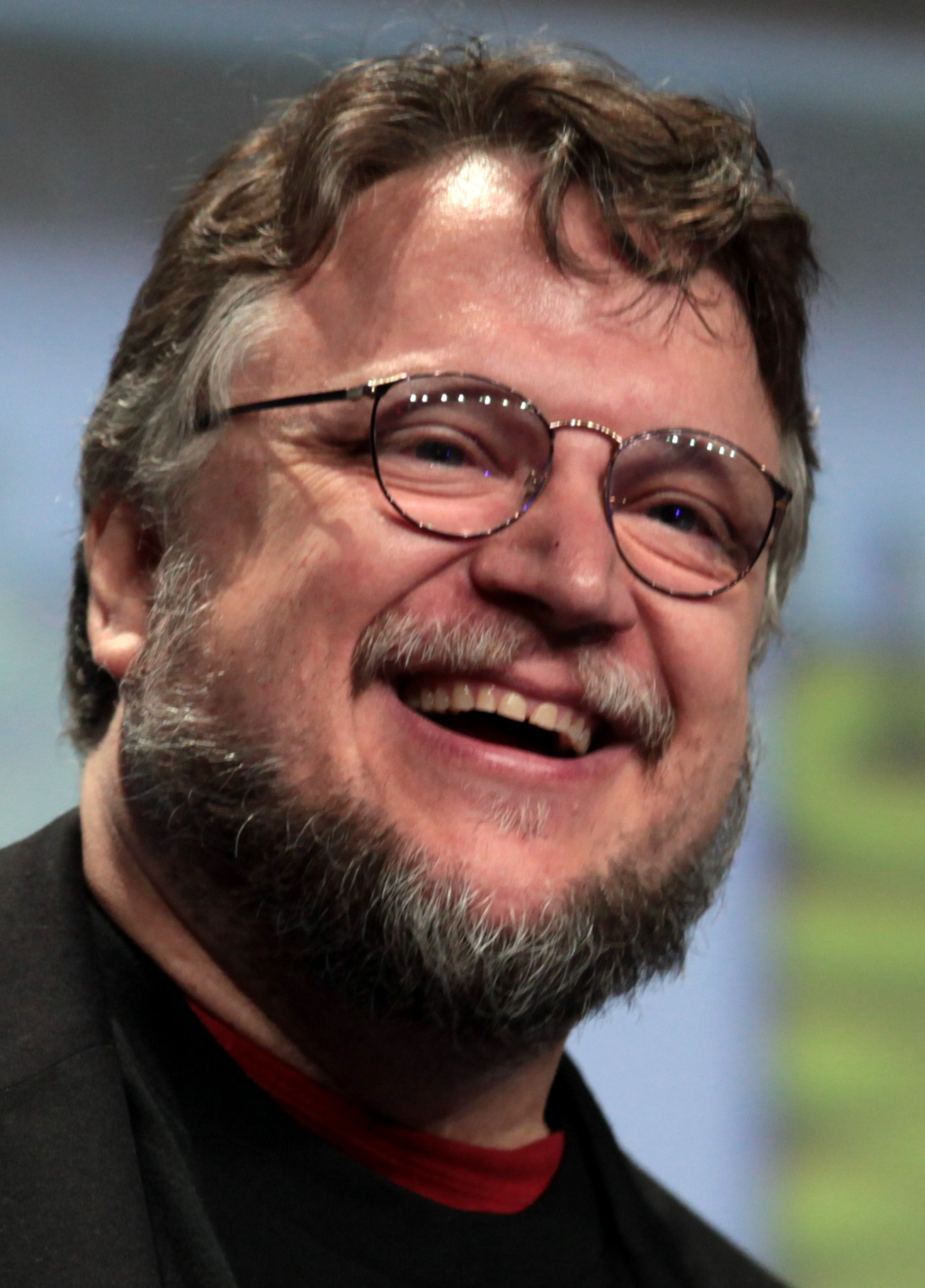
Guillermo del Toro, président du jury de la 75e Mostra de Venise.

- Guillermo del Toro (président du jury) : réalisateur, scénariste et producteur  Mexique
- Sylvia Chang : actrice, scénariste, chanteuse, productrice et réalisatrice  Taïwan
- Trine Dyrholm : actrice, chanteuse et compositrice  Danemark
- Nicole Garcia : actrice, réalisatrice et scénariste  France
- Paolo Genovese : réalisateur et scénariste  Italie
- Małgorzata Szumowska : réalisatrice, scénariste et productrice  Pologne
- Taika Waititi : réalisateur, scénariste et acteur  Nouvelle-Zélande
- Christoph Waltz : acteur  Autriche
- Naomi Watts : actrice  Royaume-Uni

### Orizzonti
- Athiná-Rachél Tsangári (présidente du jury) : réalisatrice  Grèce
- Michael Almereyda : réalisateur, scénariste et producteur  États-Unis
- Frédéric Bonnaud : journaliste  France
- Mohamed Hefzy (en) : producteur  Égypte
- Alison Maclean (en) : réalisatrice  Canada
- Andrea Pallaoro : réalisatrice et scénariste  Italie

### Opera Prima Luigi De Laurentiis
- Ramin Bahrani (président du jury) : réalisateur et scénariste  États-Unis
- Carolina Crescentini : actrice  Italie
- Kaouther Ben Hania : réalisateur  Tunisie
- Hayashi Kanako : artiste  Japon
- Gaston Solnicki : réalisateur  Argentine

### Venice Virtual Reality
- Susanne Bier (présidente du jury) : réalisatrice et scénariste  Danemark
- Alessandro Baricco : scénariste  Italie
- Clémence Poésy : actrice  France

## Sélections

### In concorso
Films présentés en compétition.
| Titre                                                       | Réalisation                      | Pays        | Distribution                                                                                               |
| ----------------------------------------------------------- | -------------------------------- | ----------- | --- |
| Un 22 juillet                                               | Paul Greengrass                  | États-Unis  | Thorbjørn Harr, Anders Danielsen Lie, Lars Arentz-Hansen, Jon Øigarden, Anneke von der Lippe               |
| Acusada                                                     | Gonzalo Tobal                    | Argentine   | Lali Espósito, Leonardo Sbaraglia, Inés Estevez, Daniel Fanego, Gerardo Romano, Gael García Bernal         |
| At Eternity's Gate                                          | Julian Schnabel                  | France      | Willem Dafoe, Oscar Isaac, Mads Mikkelsen, Rupert Friend, Laurent Borel, Stella Schnabel, Patrick Chesnais |
| La Ballade de Buster Scruggs (The Ballad of Buster Scruggs) | Joel et Ethan Coen               | États-Unis  | Tim Blake Nelson, Liam Neeson, Brendan Gleeson, James Franco, Zoe Kazan, Tom Waits, Tyne Daly              |
| Capri-Revolution                                            | Mario Martone                    | Italie      | Jenna Thiam, Donatella Finocchiaro, Antonio Folletto, Reinout Scholten van Aschat, Maximilian Dirr,        |
| Nuestro Tiempo                                              | Carlos Reygadas                  | Mexique     | Carlos Reygadas,, Natalia López                                                                            |
| Doubles vies                                                | Olivier Assayas                  | France      | Guillaume Canet, Vincent Macaigne, Juliette Binoche, Nora Hamzawi, Christa Théret, Pascal Greggory         |
| La Favorite (The Favourite)                                 | Yórgos Lánthimos                 | Royaume-Uni | Olivia Colman, Emma Stone, Rachel Weisz, Nicholas Hoult, Joe Alwyn, Mark Gatiss                            |
| First Man : Le Premier Homme sur la Lune (film d'ouverture) | Damien Chazelle                  | États-Unis  | Ryan Gosling, Claire Foy, Kyle Chandler, Corey Stoll, Jason Clarke, Christopher Abbott, Brian d'Arcy James |
| Frères ennemis                                              | David Oelhoffen                  | France      | Matthias Schoenaerts, Reda Kateb, Sofiane Zermani, Adel Bencherif, Sabrina Ouazani                         |
| Les Frères Sisters                                          | Jacques Audiard                  | France      | John C. Reilly, Joaquin Phoenix, Jake Gyllenhaal, Riz Ahmed                                                |
| Killing                                                     | Shin'ya Tsukamoto                | Japon       | Sosuke Ikematsu, Yu Aoi                                                                                    |
| The Mountain : Une odyssée américaine (The Mountain)        | Rick Alverson                    | États-Unis  | Tye Sheridan, Jeff Goldblum, Hannah Gross, Udo Kier, Denis Lavant, Eleonore Hendricks                      |
| The Nightingale                                             | Jennifer Kent                    | Australie   | Aisling Franciosi, Sam Claflin, Damon Herriman, Ewen Leslie, Harry Greenwood, Baykali Ganambarr            |
| L'Œuvre sans auteur (Werk ohne Autor)                       | Florian Henckel von Donnersmarck | Allemagne   | Tom Schilling, Sebastian Koch, Paula Beer, Saskia Rosendahl, Ina Weisse                                    |
| Peterloo                                                    | Mike Leigh                       | Royaume-Uni | Rory Kinnear, Alastair Mackenzie, Maxine Peake, David Bamber, Leo Bill, Kieran O'Brien, Nico Mirallegro    |
| Roma                                                        | Alfonso Cuarón                   | Mexique     | Marina de Tavira, Daniela Demesa, Marco Graf, Yalitza Aparicio                                             |
| Sunset                                                      | László Nemes                     | Hongrie     | Juli Jakab, Vlad Ivanov, Urs Rechn, Christian Harting, Judit Bárdos, Levente Molnár                        |
| Suspiria                                                    | Luca Guadagnino                  | Italie      | Dakota Johnson, Tilda Swinton, Chloë Grace Moretz, Mia Goth, Jessica Harper, Sylvie Testud                 |
| Vox Lux                                                     | Brady Corbet                     | États-Unis  | Natalie Portman, Jude Law, Raffey Cassidy, Stacy Martin, Jennifer Ehle                                     |
| What You Gonna Do When the World's on Fire?                 | Roberto Minervini                | Italie      | (film documentaire)                                                                                        |

### Fuori concorso
Films présentés hors compétition

#### Longs-métrages de fiction
| Titre                                           | Réalisation            | Pays                   | Distribution                                          |
| ----------------------------------------------- | ---------------------- | ---------------------- | ----------------------------------------------------- |
| Driven (film de clôture)                        | Nick Hamm              | États-Unis Royaume-Uni | Lee Pace, Judy Greer, Jason Sudeikis                  |
| A Star Is Born                                  | Bradley Cooper         | États-Unis             | Bradley Cooper, Lady Gaga, Sam Elliott                |
| Una storia senza nome                           | Roberto Andò           | Italie France          | Micaela Ramazzotti, Alessandro Gassman, Laura Morante |
| Les Estivants                                   | Valeria Bruni Tedeschi | Italie France          | Valeria Bruni Tedeschi, Valeria Golino, Pierre Arditi |
| Mi obra Maestra                                 | Gastón Duprat          | Argentine Espagne      | Guillermo Francella, Luis Brandoni, Raúl Arévalo      |
| Un tramway à Jérusalem (A tramway in Jerusalem) | Amos Gitai             | Israël France          | Hana Laszlo, Yuval Scharf, Mathieu Amalric            |
| Un peuple et son roi                            | Pierre Schoeller       | France                 | Laurent Lafitte, Adèle Haenel                         |
| La quietud                                      | Pablo Trapero          | Argentine              | Martina Gusman, Bérénice Béjo, Edgar Ramirez          |
| Traîné sur le bitume (Dragged Across Concrete)  | S. Craig Zahler        | États-Unis             | Mel Gibson, Vince Vaughn                              |
| Shadow (Ying)                                   | Zhang Yimou            | Chine                  | Chao Deng, Li Sun, Ryan Zheng                         |

#### Documentaires
| Titre                                    | Réalisation                         | Pays                     |
| ---------------------------------------- | ----------------------------------- | ------------------------ |
| A Letter to a Friend in Gaza             | Amos Gitai                          | Israël                   |
| Aquarela                                 | Victor Kossakovsky                  | Royaume-Uni Allemagne    |
| El Pepe, una vida suprema                | Emir Kusturica                      | Argentine Uruguay Serbie |
| Process                                  | Sergei Loznitsa                     | Pays-Bas                 |
| Carmine Street Guitars                   | Ron Mann                            | Canada                   |
| ISIS, Tomorrow - The Lost Souls of Mosul | Francesca Mannochi, Alessio Romenzi | Italie Allemagne         |
| American Dharma                          | Errol Morris                        | États-Unis Royaume-Uni   |
| Introduzione All'Oscuro                  | Gastón Solnicki                     | Argentine Autriche       |
| 1938 Diversi                             | Giorgio Treves                      | Italie                   |
| Your Face (Ni de Lian)                   | Tsai Ming-liang                     | Taïwan                   |
| Monrovia, Indiana                        | Frederick Wiseman                   | États-Unis               |

#### Eventi speciali
| Titre                                                              | Réalisation         | Pays       | Distribution                   |
| ------------------------------------------------------------------ | ------------------- | ---------- | ------------------------------ |
| De l'autre côté du vent (The Other Side of the Wind)               | Orson Welles        | États-Unis | John Huston, Peter Bogdanovich |
| Ils m'aimeront quand je serai mort (They'll Love Me When I'm Dead) | Morgan Neville (en) | États-Unis | film documentaire              |

#### Proiezioni speciali
| Titre                                  | Réalisation       | Pays   | Distribution                                         |
| -------------------------------------- | ----------------- | ------ | ---------------------------------------------------- |
| My Brillant Friend (L'amica geniale)   | Saverio Costanzo  | Italie | Elisa Del Genio, Ludovica Nasti, Margherita Mazzucco |
| Il Diario di Angela - Noi due Cineasti | Yervant Gianikian | Italie | Yervant Gianikian et Angela Ricci Lucchi             |

### Orizzonti
| Titre                                        | Réalisation                           | Pays                              |
| -------------------------------------------- | ------------------------------------- | --------------------------------- |
| Manta Ray                                    | Phuttiphong Aroonpheng                | Philippines                       |
| Soni                                         | Ivan Ayr                              | Inde                              |
| Ozen (The River)                             | Emir Baigazin                         | Kazakhstan                        |
| Compañeros (La noche de 12 años)             | Álvaro Brechner                       | Espagne                           |
| Deslembro                                    | Flavia Castro                         | Brésil                            |
| Anons (The Announcement)                     | Mahmut Fazil Coşkun                   | Turquie                           |
| Sur ma peau (Sulla mia pelle)                | Alessio Cremonini                     | Italie                            |
| Un giorno all'improvviso                     | Ciro D'Emilio                         | Italie                            |
| Charlie Says                                 | Mary Harron                           | États-Unis                        |
| Amanda                                       | Mikhaël Hers                          | France                            |
| The Day I Lost My Shadow (Yom Adaatou Zouli) | Soudade Kaadan                        | Syrie Liban                       |
| K contraire (sous le titre L'Enkas)          | Sarah Marx                            | France                            |
| L'homme qui a surpris tout le monde          | Natalia Merkoulova et Alexeï Tchoupov | Russie                            |
| Memories of my Body (Kucumbu tubuh indahku)  | Garin Nugroho                         | Indonésie                         |
| As I Lay Dying (Hamchenan ke mimordam)       | Mostafa Sayari                        | Iran                              |
| La profezia dell'armadillo                   | Emanuele Scaringi                     | Italie                            |
| Stripped (Erom)                              | Yaron Shani                           | Israël                            |
| Jinpa                                        | Pema Tseden                           | Chine                             |
| Tel Aviv on Fire                             | Sameh Zoabi                           | Luxembourg France Israël Belgique |

## Sections parallèles

### Giornate degli Autori / Venice Days[9]
| Titre                      | Réalisation                      | Pays            |
| -------------------------- | -------------------------------- | --------------- |
| Pearl                      | Elsa Amiel                       | Suisse France   |
| C'est ça l'amour           | Claire Burger                    | France          |
| Ville Neuve                | Félix Dufour-Laperrière          | Canada          |
| Screwdriver (Mafak)        | Bassam Jarbawi                   | Palestine       |
| Continuer                  | Joachim Lafosse                  | Belgique        |
| José                       | Li Cheng                         | Guatemala       |
| Domingo                    | Clara Linhart et Fellipe Barbosa | Brésil          |
| Ricordi?                   | Valerio Mieli                    | Italie          |
| Joy                        | Sudabeh Mortezai                 | Autriche        |
| Les tombeaux sans noms     | Rithy Panh                       | Cambodge        |
| Three Adventures of Brooke | Yuan Qing                        | Chine Malaisie  |
| Emma Peeters               | Nicole Palo                      | Belgique France |

### Semaine internationale de la critique[10]
| Titre                               | Réalisation                     | Pays                  |
| ----------------------------------- | ------------------------------- | --------------------- |
| aKasha                              | Hajooj Kuka                     | Soudan Afrique du Sud |
| Adam & Evelyn                       | Andreas Goldstein               | Allemagne             |
| Bêtes blondes                       | Alexia Walther et Maxime Matray | France                |
| Still Recording (Lissa ammetsajjel) | Saeed Al Batal et Ghiath Ayoub  | Syrie Liban           |
| M                                   | Anna Eriksson                   | Finlande              |
| Saremo giovani e bellissimi         | Letizia Lamartire               | Italie                |
| Ti imaš noć                         | Ivan Salatić                    | Monténégro Serbie     |
| Tumbbad?                            | Rahi Anil Barve et Adesh Prasad | Inde                  |
| Dachra                              | Abdelhamid Bouchnak             | Tunisie               |

## Palmarès
- Lion d'or : Roma d'Alfonso Cuarón
- Lion d'argent - Grand Prix du Jury : La Favorite (The Favourite)
- Lion d'argent du meilleur réalisateur : Jacques Audiard pour Les Frères Sisters
- Coupe Volpi de la meilleure interprétation féminine : Olivia Colman pour La Favorite (The Favourite)
- Coupe Volpi de la meilleure interprétation masculine : Willem Dafoe pour At Eternity's Gate
- Prix du meilleur scénario : Joel et Ethan Coen pour La Ballade de Buster Scruggs
- Prix Marcello Mastroianni du meilleur espoir : Baykali Ganambarr pour The Nightingale
- Prix spécial du jury : The Nightingale de Jennifer Kent
- Prix du meilleur film, selection Orizzonti : Manta Ray

### Prix spéciaux
| Prix                       | Attribué à       | Pays        |
| -------------------------- | ---------------- | ----------- |
| Lion d'or pour la carrière | David Cronenberg | Canada      |
| Lion d'or pour la carrière | Vanessa Redgrave | Royaume-Uni |